# Zoológico de Ragunan
El Zoológico de Ragunan (en indonesio: Kebun Binatang Ragunan) es un zoológico de 140 hectáreas situado en Pasar Minggu, al sur de Yakarta, en el país asiático de Indonesia. Es el hogar de más de 270 especies de animales, 171 especies de flora, y emplea a más de 450 personas. Posee muchos de los animales que están en peligro y amenazados en varias partes de Indonesia y el resto del mundo. Hay un total de 3.122 especímenes de animales, incluidas las aves. Presentado en un exuberante entorno tropical, esos animales autóctonos como el dragón de Komodo, o el orangután, y varios pájaros de colores brillantes tienen amplios espacios.